# Zagrebs historia

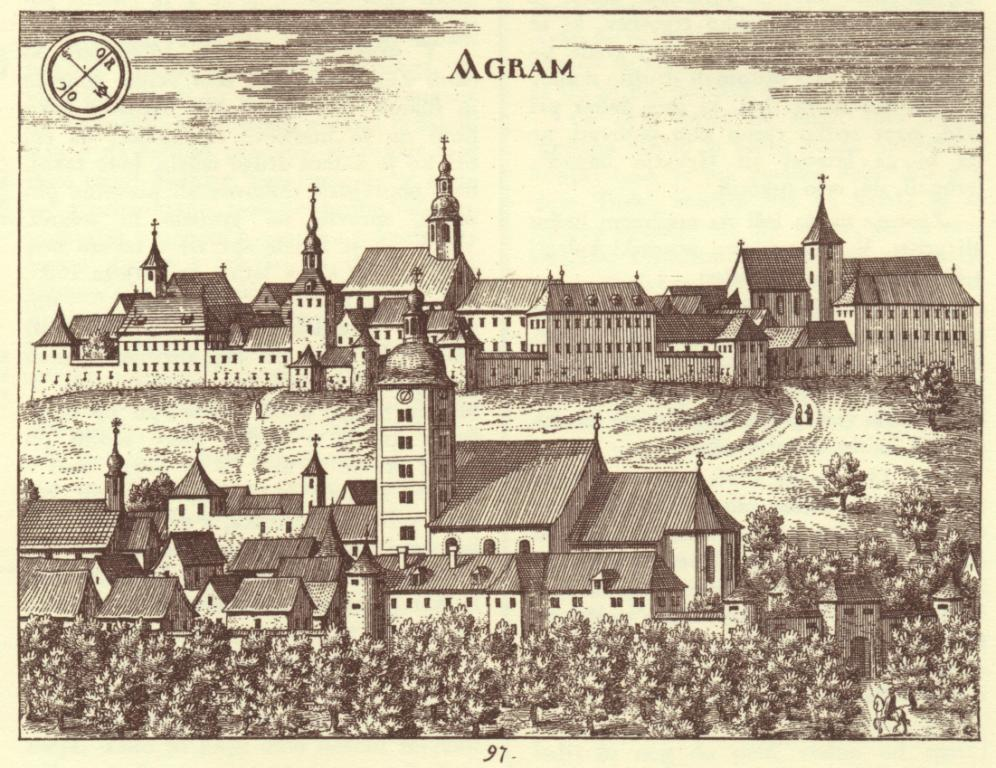
Kopparstick från år 1689 av Janez Vajkard Valvasor föreställande dåtida Zagreb. I kopparsticket framgår stadens tyska namn Agram, då provinshuvudstad i den habsburgska provinsen Kroatien. I framkant syns Kaptol och i bakkant Gradec.

Zagrebs historia berör det geografiska område som idag i administrativ mening räknas till staden Zagreb i Kroatien.
Zagreb är Kroatiens huvudstad och landets största stad sett till både folkmängd och area. Området mellan berget Medvednica och floden Sava som idag faller under staden Zagrebs jurisdiktion har varit befolkat sedan förhistorisk tid. Fornlämningar efter tidigare bosättningar har påträffats i flera stadsdelar. Šćitarjevo är det äldsta samhället i Zagreb och dess närområde som varit kontinuerligt befolkat sedan mycket länge. Dess föregångare är den romerska bosättningen Andautonia som grundades på nollhundratalet.
Det moderna Zagrebs historia sträcker sig från åtminstone 900-talet (möjligtvis tidigare) till nutid och är sammanbunden med framväxten och expansionen av Gradec och Kaptol, två bosättningar som växte fram bredvid varandra på varsin höjd separerade av ån Medveščak. Bosättningarna kom senare genom befolkningstillväxt att växa samman. Idag utgör Gradec, även kallad Övre staden, och Kaptol stadens historiska stadskärna och den plats ur vilken det moderna Zagreb kom att utvecklas.
Stadens namn 'Zagreb', vars etymologi är okänd, omnämns för första gången år 1094 när den ungersk-kroatiske kungen Ladislaus I grundande Zagrebs stift i Kaptol. Till stadens viktigare milstolpar hör kung Béla IV:s gyllene bulla från år 1242 som gav Gradec stadsprivilegier samt den administrativa föreningen av Gradec, Kaptol och omgivande samhällen år 1850 som banade vägen för det moderna Zagrebs framväxt.
Zagreb kom att utvecklas från en medeltida perifer bosättning till Kroatiens huvudstad. I slutsatsen från ett parlamentariskt möte år 1557 omnämndes och befästes stadens ställning som kroaternas huvudstad och under de nästföljande århundradena kom Zagreb att präglas av sin roll som en av provinshuvudstäderna inom habsburgska riket, kejsardömet Österrike, Österrike-Ungern och senare Jugoslavien. Ur ett historiskt, politiskt och kulturellt hänseende har staden under större delen av sin historia influerats av det mellaneuropeiska området och de processer och strömningar som format detta område.

## Förhistorisk tid
Arkeologiska fyndigheter visar att området där Zagreb ligger var befolkat mycket tidigt. Redan för 50 000–80 000 år sedan levde det förhistoriska människor på Medvednicas sluttningar. I Veternica-grottan utanför Gornji Stenjevec, en del av stadsdelen Podsused-Vrapče, har mer än 35 000 år gamla benrester efter Neandertalmänniskan påträffats.
Fornlämningar från yngre stenåldern (5000–6000-talet f.Kr.) har påträffats vid Medvednicas sluttningar och vid slätterna vid Sava. I Vrapče i stadsdelen Podsused-Vrapče, Horvati i stadsdelen Brezovica och i närheten av Velika Gorica har gravar från 2000-talet f.Kr. påträffats. Gravarna innehöll bland annat urnor och skickligt utformade bronssmycken.
Från 1000-talet f.Kr fram till 200-talet f.Kr. skulle den lokala autoktona befolkningen komma att angripas och slutligen domineras av skyter och kelter.

## Romartiden (100-talet f.Kr. till 500-talet)

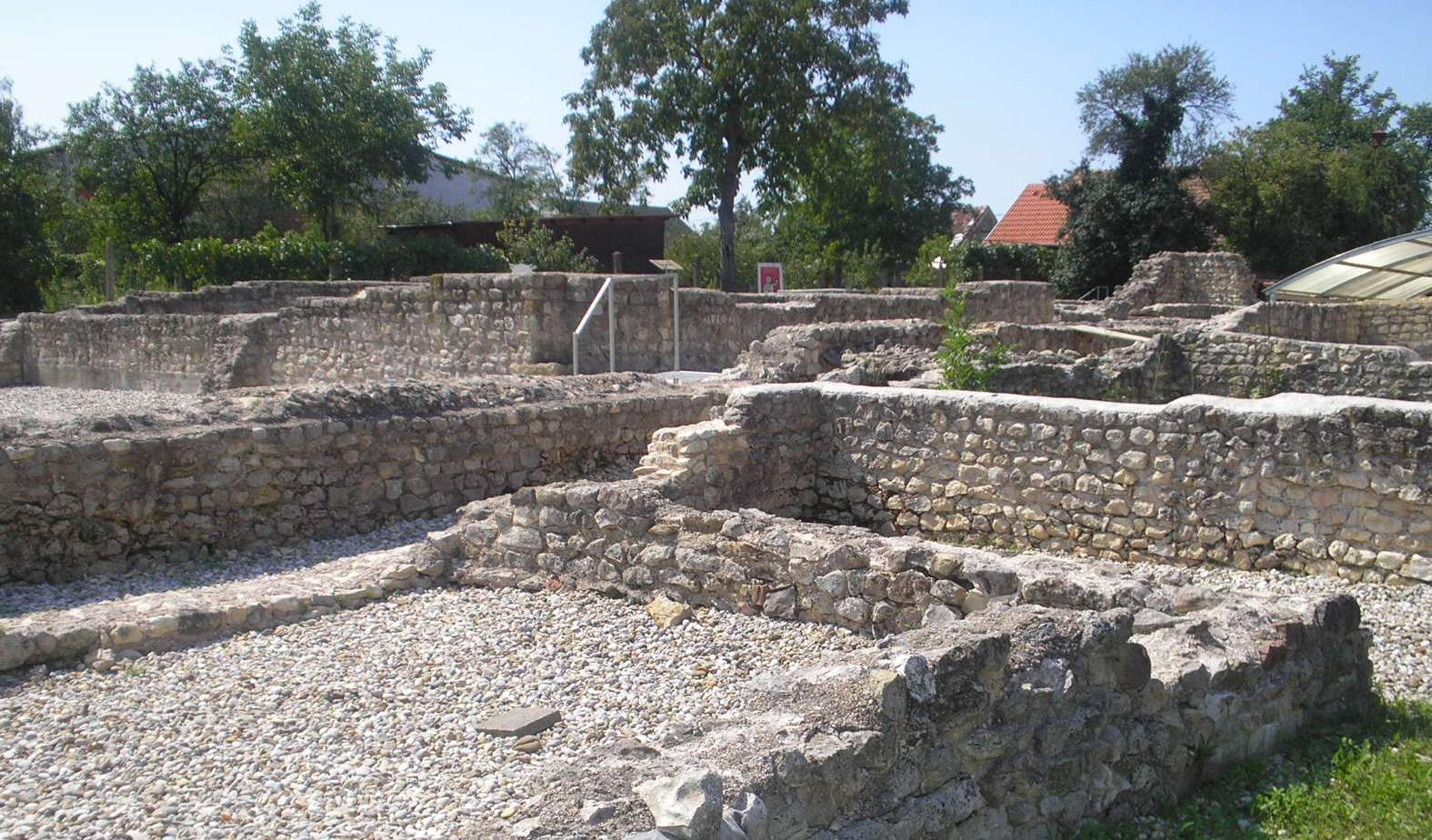
Lämningar efter den romerska bosättningen Andautonia vid dagens Šćitarjevo.

Från år 156 f.Kr. började romerska legioner göra intrång i området. År 8 f.Kr. var Zagreb-trakten helt inlemmad i Romerska riket och den lokala befolkningen dominerad av romarna. Området uppgick i den romerska provinsen Pannonien. På nollhundratalet anlades och utvecklades den romerska bosättningen Andautonia i vad som idag är samhället Šćitarjevo. Andautonia låg vid Savas västra strand drygt tio kilometer sydost om vad som idag är Zagrebs stadskärna. Bosättningen låg vid sammanflödet av viktiga romerska farvägar och blev det administrativa centret för området mellan Medvednica och Sava. Andautonia hade sin storhetstid under 100–300-talet e.Kr. och platsen för den romerska bosättningen är den äldsta i det moderna Zagrebs närområde som haft en kontinuerlig mänsklig bosättning, från romartiden till nutid.

## Medeltiden (500–1500-talet)

### Folkvandringstiden (500–700-talet)
Folkvandringstiden kom att sätta slut på romartiden. I samband med hunnernas, ostrogoternas och langobardernas intrång i området under 400–600-talet e.Kr. skulle Andautonia och den romerska administrationen komma att förfalla. Under 600–700-talet intogs Zagreb-området av avarer och med dem följde slaver som slutligen kom att dominera området. De upprättade ett furstendöme och assimilerade den till stora delar då romaniserade lokalbefolkningen som antog slavernas språk och kultur. Under frankisk dominans antog slaverna gradvis kristendomen som sin religion och det var också då som grunderna till dagens Zagreb lades.

### Zagrebs grundande och framväxt (700–1000-talet)

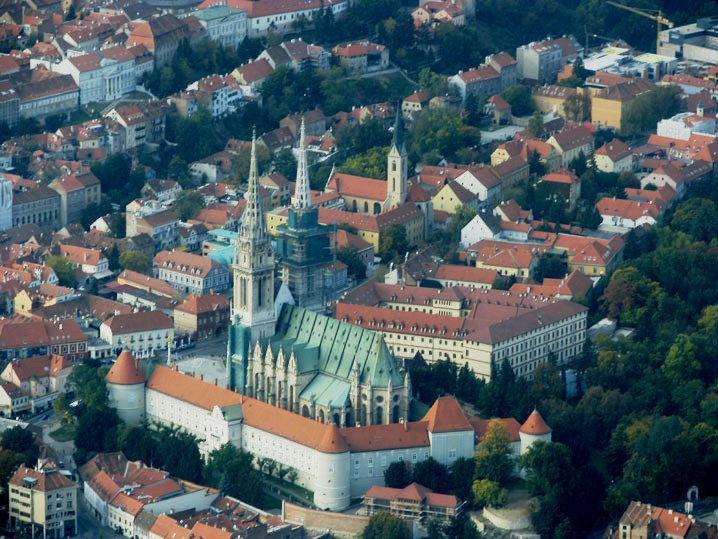
Kaptol från luften år 2008. I bild syns bland annat Zagrebs katedral, Ärkebiskopens palats och en del av Kaptols kurier.

Grunderna till det som skulle bli det moderna Zagreb lades troligtvis redan under 700–800-talet. Under frankisk överhöghet tillkom och utvecklades bosättningen Kaptol på en höjd öster om ån Medveščak. Fornlämningar i form av bland annat kvinnliga bronssmycken med slaviska förtecken talar för att det kan ha funnits en bosättning där redan i slutet av 700-talet. Under tilltagande frankisk påverkan grundades en kristen församling i Kaptol. Från början av 900-talet ingick hela Zagreb-området i det medeltida kroatiska kungariket.
Sedan den kroatiske kungen Stjepan II år 1089 avlidit trängde ungerska styrkor år 1091 in i Kroatien från nordöst och bosättningen kom under ungerskt inflytande. Intrånget ledde år 1102 till unionsavtalet Pacta conventa mellan Kroatien och Ungern. Av politiska och religiösa skäl lät den ungerska kungen Ladislaus I grunda Zagrebs stift i Kaptol. Den kroatiska kulturens vagga låg i Dalmatien, långt från det norra kroatiska inlandet, och de kroatiska biskopssätena i Split, Knin och Nin. Syftet var att stärka den regerande ungerska Árpáddynastins makt i området och samtidigt förhindra att den lokala befolkningen föll i religiös okunnighet och kätteri. Vilket årtal stiftet grundades är inte klarlagt men det tros ha skett någon gång mellan slutet av år 1093 och början av år 1095. Av denna anledning anges ofta årtalet 1094. Grundandet av stiftet framgår i ett dokument daterat år 1134. Detta dokument är det första kända skriftliga dokument där Zagrebs stift nämns. Av dokumentet framgår att den första biskopen var Duh som var av böhmiskt ursprung. Sentida efterforskningar visar att han kan ha varit tjeck, slovak eller kroat. De nya ungerska härskarna verkar därmed ha tagit hänsyn till och blidkat den lokala slavisktalande befolkningen genom att utse en slavisktalande biskop.
På en intilliggande höjd väster om Kaptol och Medveščak skulle bosättningen Gradec komma att utvecklas. I brist på skriftliga källor är dess tidiga historia inte klarlagd. Arkeologiska fyndigheter från Gradec innefattar bland annat romerska bronsmynt från år 570–571 och keramiska delar. I den östra delen av Gradec har resterna efter en äldre försvarsmur påträffats. De äldsta delarna av denna mur har daterats till år 679. Även om det inte har gått att bevisa är det mycket troligt att det i Gradec fanns ett försvarsverk vilket även bosättningens namn antyder. Namnet 'Gradec' är en slavisk toponym med betydelsen 'borg', 'stad'. Vid försvarsverket kan det ha funnits en bosättning vilket även stärks av de stenhärdar karaktäristiska för den tidiga slaviska kulturen som påträffats i den östra delen av Gradec. Av allt att döma och av oklara orsaker verkar människor ha övergivit Gradec och bosatt sig på den intilliggande höjden i Kaptol.

### Högmedeltiden (1000–1300-talet)

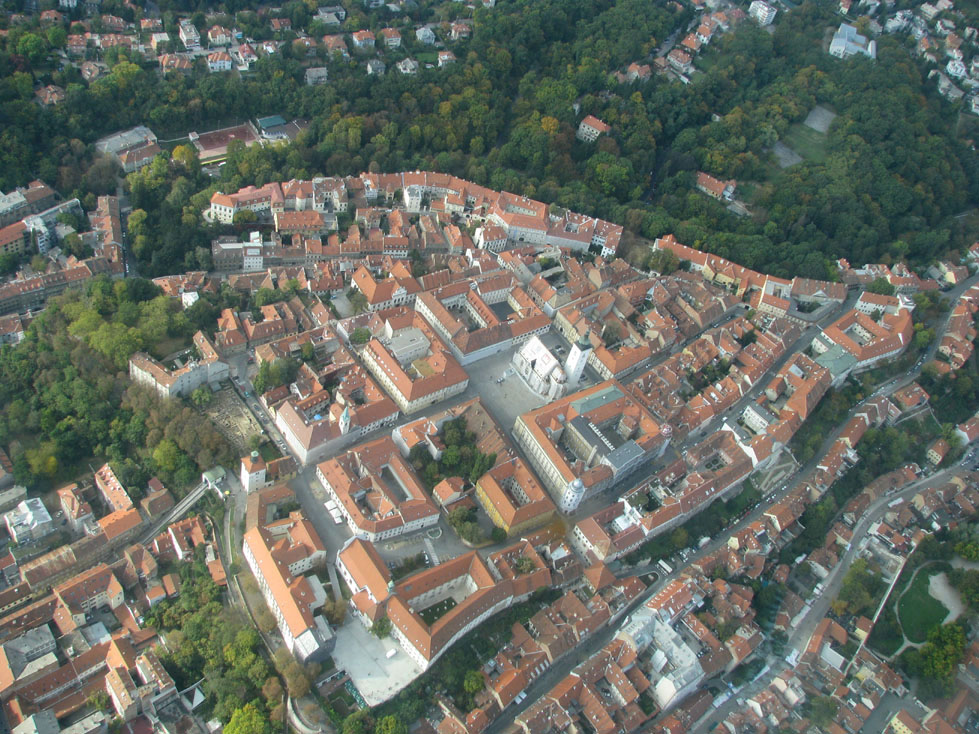
Gradec eller Övre staden från luften år 2008. Tillsammans med Kaptol utgör Gradec Zagrebs historiska stadskärna.

Efter att Zagrebs stift grundats omkring år 1094 intog Kaptol rollen som religiöst centrum vilket skulle prägla dess fortsatta utveckling. Katedralen var uppförande påbörjades efter att stiftet grundats stod färdig år 1217. På 1200-talet kom Franciskanerorden till Kaptol där de lät uppföra ett kloster och klosterkyrka.
Under 1200-talet skulle Europa utsättas för en mongolisk invasion. År 1241 trängde mongoler från öster in i det ungersk-kroatiska kungariket vilket fick kungen och hans hov att via Zagreb fly mot städerna vid Adriatiska havet. Domkyrkan i Zagreb brändes ner av mongolerna år 1242 och det då ej befästa Kaptols befolkning tog sin tillflykt till skogarna vid Medvednicas sluttningar. En del av de återvändare som överlevde den mongoliska räden slog sig ner på höjden väster om ån Medveščak, mittemot Kaptol. Sedan mongolerna dragit sig tillbaka och hotet försvunnit lät den ungersk-kroatiska kungen Béla IV i tacksamhet för dem som hjälpt honom den 16 november 1242 utfärda en bulla. Den utfärdades till invånarna i Gradec på höjden väster om Kaptol och innebar att de fick stadsprivilegier och samtidigt åtog sig att befästa samhället. Bullan bör ses i ljuset av kungens nya försvarsstrategi som innebar att riket framdeles skulle försvaras av befästa kungliga fristäder. Befästandet av Gradec påbörjades kort efter mongolernas tillbakadragande. Höga murar och torn restes kring samhället som hade en trekantig utformning. Av de fyra stadsportar som då tillkom är Stenporten den enda kvarvarande. År 1266 var arbetet med förstärkandet av Gradec till stora delar klart.
På inrådan av påven Innocentius IV uppfördes borgen Medvedgrad år 1249–1254 på Medvednicas sluttningar. Syftet var att försvara den obefästa kyrkliga egendomen i Kaptol från framtida attacker.
1200-talet och framdeles kom att kännetecknas av rivaliteten mellan Gradec och Kaptol. Rivaliteten hade politiska och ekonomiska grunder. Kaptol var biskopssäte och centrum för kyrkans makt. Det hade till största del en klerikal befolkning medan Gradec till stora delar befolkades av hantverkare, köpmän och bönder. Konflikterna som ibland ledde till sammandrabbningar handlade om kontrollen över de vattenkvarnar som de båda bosättningar var beroende av och som låg vid ån Medveščak i dalen som separerade de båda bosättningarna. Idag minner gågatan Krvavi most (tidigare en bro) om de stundtals och ibland blodiga sammandrabbningarna vid Medveščak.

### Senmedeltiden (1300–1500-talet)

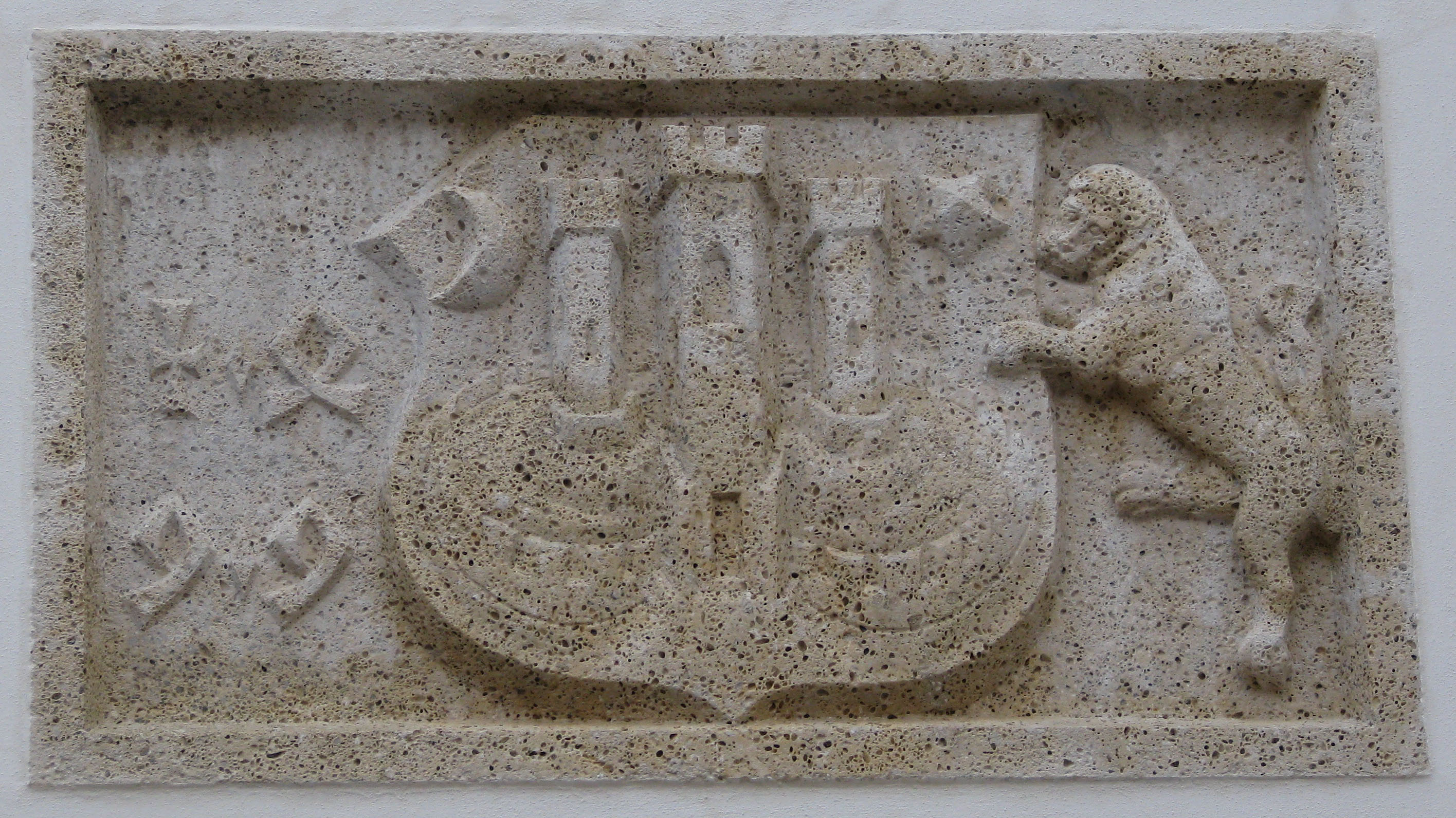
Det äldsta kända exemplaret av Zagrebs stadsvapen i formen av en relief från år 1499 på Sankt Markus kyrka.

År 1368 genomfördes den första kända folkräkningen i Zagreb som visade att staden hade 2 810 invånare och drygt 300 bostäder.
Det muslimska Osmanska rikets expansion i sydöstra Europa skulle komma att utgöra ett potentiellt hot för Zagreb. Under 1400-talet hade de från söder framträngande osmanerna gjort intrång i Turopolje. Inför det förmodade osmanska hotet tillät den ungersk-kroatiske kungen Mattias I Corvinus år 1466 biskopen av Zagreb att befästa Kaptol. En stadsmur med tillhörande torn uppfördes kring Kaptol. Försvarsmurarna var till stora delar färdigställda omkring år 1478.

## Habsburgska tiden (1527–1918)
Vid det historiska parlamentet i Cetin den 1 januari 1527 valde den kroatiska adeln habsburgaren och ärkehertigen av Österrike Ferdinand I till Kroatiens kung. Beslutet innebar att Kroatien skulle komma att införlivas i habsburgarnas domäner och domineras av dessa i närmare fyra hundra år. Det var under deras överhöghet som Zagrebs status som kroaternas ekonomiska, kulturella och politiska centrum befästes. Zagreb komma att bli ett viktigt bålverk i den södra delen av riket och alliansen med habsburgarna innebar att staden aldrig intogs av osmanerna.

### 1500-talet

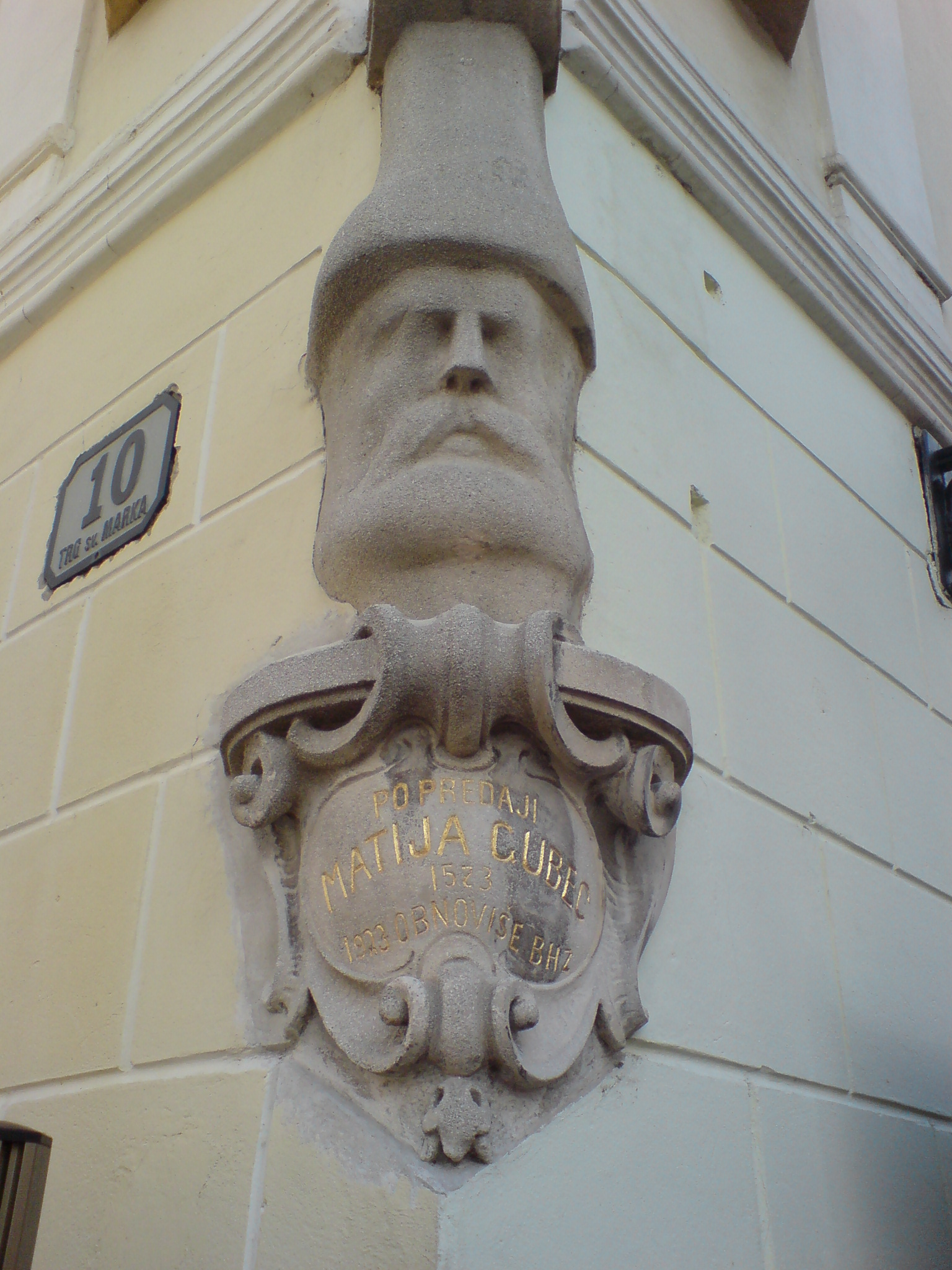
Byst vid Sankt Markus torg i Gradec föreställande den mytomspunne Matija Gubec, ledaren för bondeupproret år 1573.

Fram till 1500-talet hade Kaptol och Gradec utvecklats som två separata bosättningar. De båda bosättningarna skulle dock framdeles alltmer komma att betraktas som en enhet och namnet Zagreb användas gemensamt för de båda. Zagreb kom att uppfattas som Kroatiens och Slavoniens politiska centrum vilket underströks i slutsatserna från ett parlamentariskt möte i Gradec år 1557. I rädsla för det osmanska hotet uppmanade parlamentet kung Ferdinand I att "ta hand om sin kungliga stad, dessa kungarikens huvudstad, på höjden Gradec".
1500-talet var en svår tid för allmogen. Matija Gubec, den legendariska ledaren för bondeupproret år 1573, skulle efter att upproret slagits ner föras till Zagreb. Gubec avrättades i Gradec och enligt sägnen skulle avrättningen ha ägt rum på Sankt Markus torg där han först fick bära en krona av järn och därefter avrättades genom fyrdelning. Några bevis för hur han dog finns dock inte. Hans historia om hjältemodigt motstånd mot övermakten skulle framdeles leva kvar i den kroatiska folkloren.

### 1600-talet
Efter det Långa turkiska kriget (1593-1606) mellan habsburgarna och osmanerna var Zagreb inte längre utsatt för det osmanska hotet vilket fick en positiv inverkan på stadens utveckling. Det kroatisk-slavonska parlamentet hade tidigare sammanträtt i olika städer men under 1600-talet hölls dessa möten allt oftare i Gradec. I takt med att risken för en osmansk invasion avtog återvände och bosatte sig allt fler hantverkare, handelsmän och adelsfamiljer i staden. I Gradec hade Zrinski och Frankopan-ätterna sina palats. Trots att Zagreb drabbades av flera katastrofer såsom jordbävningar, epidemier och bränder hade staden en positiv ekonomisk tillväxt och utbildningsinstitutioner etablerades.
Under 1600-talet hade staden en blygsam men noterbar befolkningstillväxt. Det exakta invånarantalet är oklart men utifrån fragmenterade matriklar från tiden tros invånarantalet i Gradec och Kaptol ha uppgått till minst 2 700 personer i början av århundradet. I slutet av 1600-talet tros antalet invånare ha ökat till 3 600 personer varav merparten bodde i Gradec. Samtida vittnesuppgifter berättar att staden "varken var liten eller stor".
Det Tridentinska kyrkomötet och den påföljande Tridentinska reformen skulle få en avgörande inverkan på utvecklingen av skolväsendet i Zagreb och dess omgivningar. Skolor och lärosäten med syfte att utbilda befolkningen i den romersk-katolska läran skulle ligga till grund för det framtida utbildningsväsendet. År 1606 bjöds Jesuitorden in till Zagreb och året därpå öppnade jesuiterna det första gymnasiet i Zagreb. De skulle senare (år 1664) grunda det första tryckeriet i staden. År 1618 etablerade sig franciskanerna i Gradec och år 1646 gjorde klarissorna detsamma. År 1624 grundades det Kroatiska kollegiet i Wien där präster från Zagrebs stift kom att utbildas. Den 23 september 1669 gav kejsaren och kungen Leopold I jesuiternas akademi (Neoacademia Zagrabiensis) universitetsstatus och akademins efterträdare, Zagrebs universitet, anser detta vara datumet för sitt grundande.
Under 1600-talet drabbades Zagreb av flera katastrofer. Den traditionella byggnadskonsten i den kroatiska provinsen tillät snabb spridning av bränder. I början av 1600-talet var de flesta bostäder i Zagreb uppförda i trä och därefter putsade med lera och kalk. Hustaken bestod av halm, vass eller träplankor. Bostäderna var ofta hopbyggda vilket ökade risken för brandspridning. Bränder uppstod av olika anledningar men oftast på grund av mänskliga fel eller försummelse. Allvarliga bränder utbröt åren 1624, 1645 och 1674. Trångboddhet och okunskap ledde till snabb smittspridning och återkommande pestepidemier. Enligt samtida vittnesuppgifter ska 600 Zagrebbor ha omkommit i pestutbrottet år 1629 som efterföljdes av hungersnöd.
I kulturellt hänseende var 1600-talet årtalet då barocken kom till Zagreb vilket kom att lämna avtryck i arkitekturen och konsten. I slutet av århundradet och början av 1700-talet kulminerade häxprocesserna i vilka mestadels kvinnor men också män dödades.

### 1700-talet
År 1742 genomförde kaniken Stanko Nikola Pepelko en hus- och folkräkning som nedtecknades. Av denna framgick att stadens befolkning uppgick till 5 600 invånare och antalet bostäder till 560 hus. Av för- och efternamnen framgick att majoriteten var kroater men att det även bodde tyskar, slovener och något färre italienare i staden.
Zagreb skulle även fortsättningsvis drabbas av svåra bränder varav de allvarligaste utbröt åren 1706 och 1731. Det gradvisa uppförandet av sten- och tegelhus som inledningsvis omfattade religiösa och högre stånds-byggnader kom med tiden att begränsa de förödande brändernas inverkan på staden.
Under 1700-talets andra hälft uppfördes bostäder i allt högre takt på slätterna nedanför höjderna Gradec och Kaptol och i slutet av århundradet var antalet bostäder där för första gången fler än i Gradec och Kaptol.
År 1767 grundande den habsburgska kejsarinnan Maria Teresia det Kroatiska kungliga rådet (Hrvatsko kraljevsko vijeće), en verkställande myndighet som övertog det provinsiella kroatiska parlamentets alla administrativa befogenheter. På kejsarinnans önskan hade rådet sitt säte i Varaždin vilket innebar att staden övertog rollen från Zagreb som provinsiell huvudstad. Men flytten av makten var kortvarig och efter den stora branden år 1776 i Varaždin kom rådet att sammanträda i Zagreb.
År 1771 började utgivningen av den första veckotidningen i Kroatien, Ephemerides Zagrebienses, en tidskrift skriven på latin och några år senare de tyskspråkiga veckotidningarna Agramer Deutsche Zeitung (1786) och Kroatischer Korrespondent (1789).

### 1800-talet

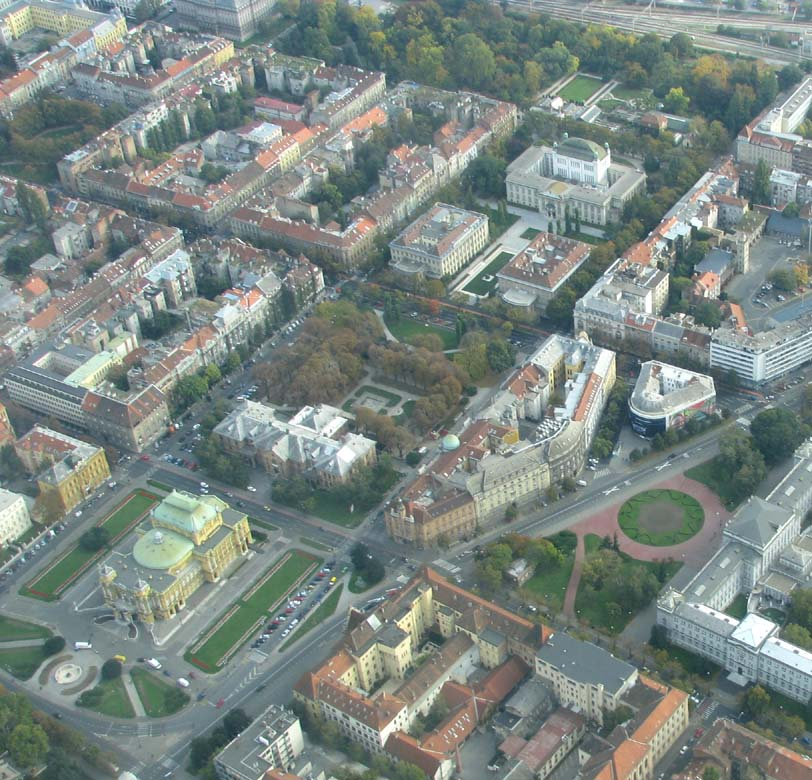
Lenuzzis hästsko, en serie sammanhängande parker och torg i Nedre staden tillkom under 1800-talets andra hälft.

Under 1800-talet genomgick Zagreb en ekonomisk, politisk och kulturell utveckling. Den första mer precisa folkräkningen utfördes år 1817 och visade att Zagreb hade 9 055 invånare. Efter ett halvt sekel hade stadens befolkning fördubblats och genom urbaniseringen hade den fysiska åtskillnaden mellan Kaptol och Gradec börjat försvinna. Genom kejsaren Frans Josef I patent och under ledning av Josip Jelačić förenades Gradec, Kaptol och de omgivande bosättningarna vid gatorna Nova Ves och Vlaška ulica den 7 september 1850 i en administrativ enhet. Till den förenade staden Zagrebs första borgmästare valdes Gradecs sista stadsdomare Janko Kamauf. Zagrebs administrativa förening skapade förutsättningar för utvecklingen av en modern centraleuropeisk stad.
Industrialiseringen och den tekniska utvecklingen var påtaglig. Fabriker uppfördes vid Medveščak. Kläder, tvål, papper, likör och annat kom att tillverkas i fabrikerna vid ån. Läderfabriken som uppförts år 1864 utvecklades till den största industrianläggningen i Zagreb på den tiden. Den industriella utvecklingen ledde till att ån förorenades. På grund av detta lät stadens myndigheter täcka över ån år 1898 och leda om den. Av den övertäckta ån skapades en gata som år 1913 fick namnet Tkalčić-gatan. År 1862 fick Zagreb järnvägsspår, året därpå öppnade stadens första gasverk, år 1878 fick staden ett eget vattenförsörjningssystem och år 1891 öppnade Zagrebs spårväg för trafik.
Den förödande jordbävningen år 1880 skulle tillfälligt sätta stop för Zagrebs fortsatta utveckling men öppnade också upp för en förändrad stadsbild då äldre uttjänade kvarter revs och nya byggnader uppfördes. Den låglänta Nedre staden kom att utformas till stora delar efter den stora jordbävningen och arkitekter som Hermann Bollé satte prägel på de nya representativa byggnaderna som tillkom.

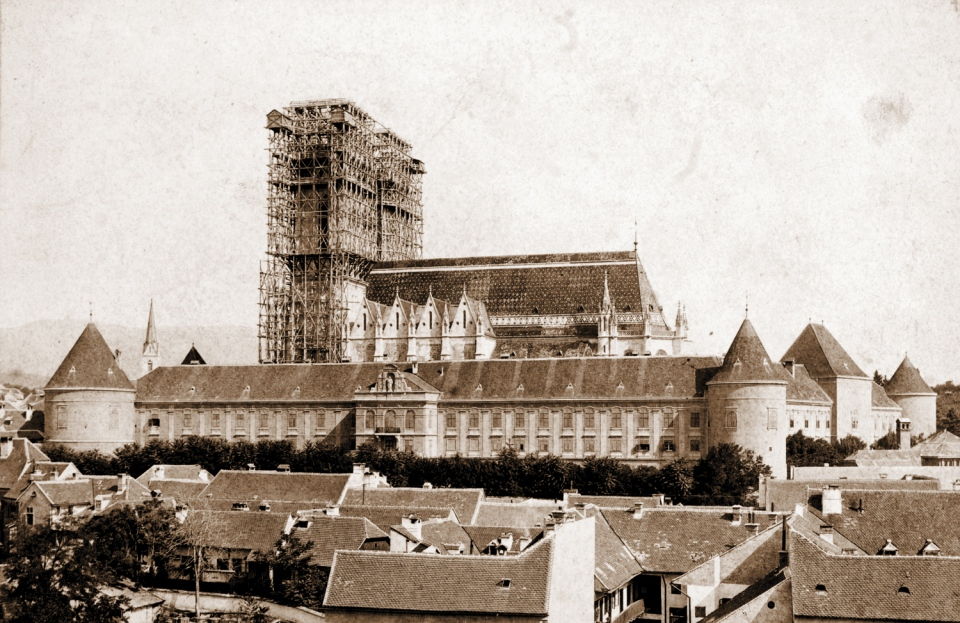
Återuppbyggandet av Zagrebs katedral efter jordbävningen år 1880. I ombyggnaden fick katedralen sitt andra kyrktorn.

Staden Zagreb hade redan tidigt i sin historia kommit att påverkas och präglas av den tyskspråkiga kulturen något som på grund av politiska omvälvningar skulle komma att ändras i slutet av århundradet. Fram till år 1848 (förutom åren 1786–1790) talades latin i det kroatiska parlamentet men tyska talades av handels- och köpmännen och det "övre skiktet" i staden. Från 1749–1860 framfördes teaterföreställningar nästan uteslutande på tyska. Åren 1849–1860 infördes tyska som det officiella språket i stadens skolor. De första tidningarna i Kroatien som utkom i Zagreb i slutet av 1700-talet var på tyska. Under 1800-talet blev Zagreb centrum för den gryende illyrismen och Ljudevit Gaj utgav den första tidningarna (Novine horvatske och Danica horvatsko-slavonsko-dalmatinska) på den kroatiska dialekten kajkaviska. Den 10 juni 1840 framfördes den första föreställningen på kroatiska, 'Juran och Sofia eller turkarna vid Sisak' skriven av Ivan Kukuljević Sakcinski, och år 1842 grundades det kroatiska folkbildningsförbund Matica Ilirska (sedermera Matica Hrvatska) i Zagreb. Den österrikisk-ungerska kompromissen år 1867 skapade dubbelmonarkin Österrike-Ungern och ledde till att de "kroatiska länderna" hamnade i olika intressesfärer. Med den påföljande kroatisk-ungerska kompromissen år 1868 skapades kungariket Kroatien och Slavonien med Zagreb som provinsiell huvudstad. Kampen för en administrativ förening med kungariket Dalmatien kom att drivas från Zagreb.

## Jugoslaviska tiden (1918–1991)

### 1900-talet

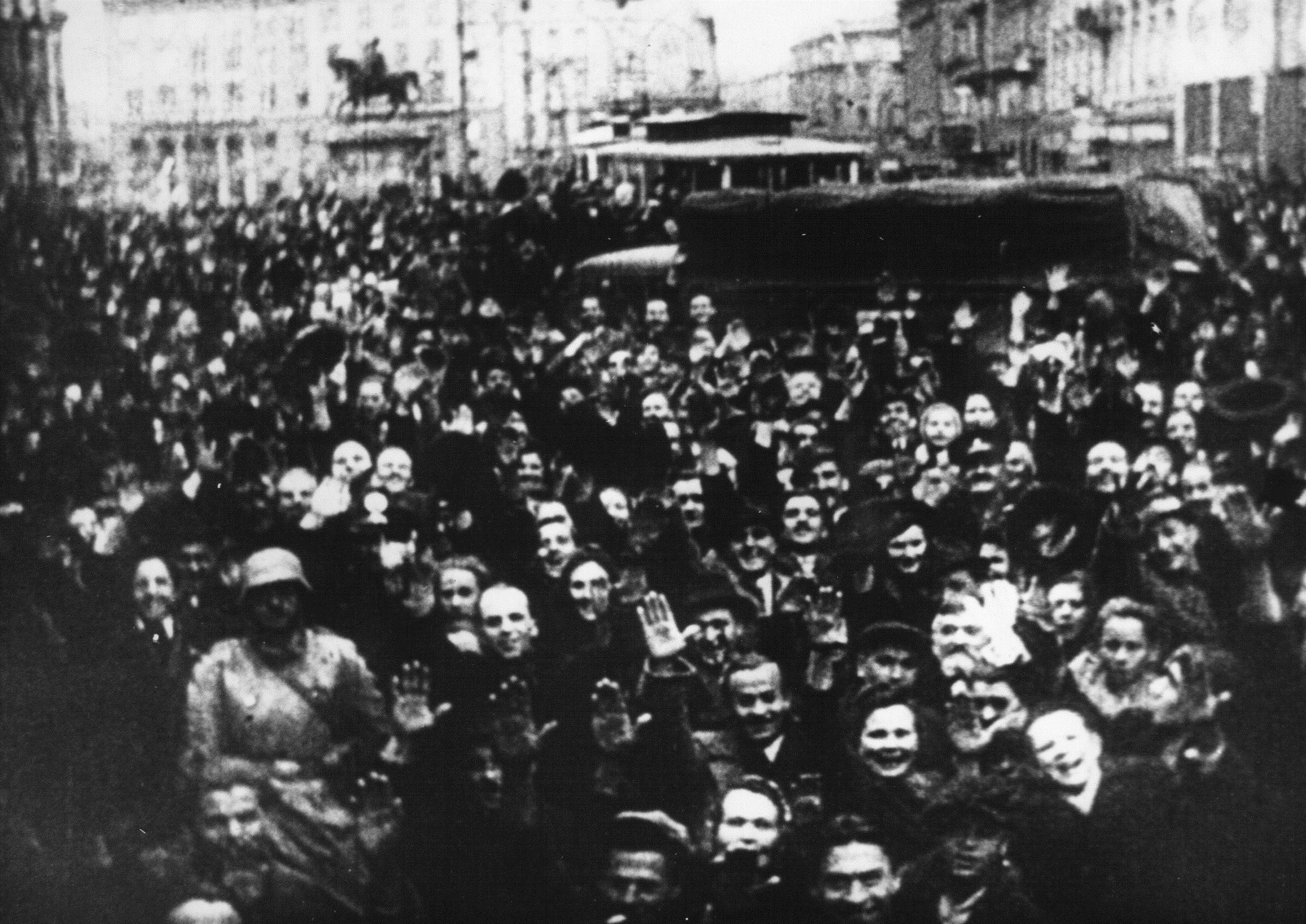
Den tyska armén hälsas välkommen av sympatisörer vid Zagrebs centrala torg år 1941.

I början av 1900-talet fortsatte de tekniska framstegen i den då österrikisk-ungerska provinshuvudstaden. År 1901 framfördes den första bilen på Zagrebs gator och år 1910 elektrifierades Zagrebs spårväg. Av folkräkningen år 1910 framkom att Zagreb hade 79 038 invånare. Staden var därmed en av Dubbelmonarkins tjugo största städer.
Efter första världskriget och Österrike-Ungerns upplösning uppgick Zagreb i den nyskapade Serbernas, kroaternas och slovenernas kungarike, från år 1929 kallat Jugoslavien. Zagreb blev den nyskapade sydslaviska monarkins näst största stad. Folkräkningen år 1921 visade att Zagreb hade 108 674 invånare och att stadens invånarantal för första gången hade passerat 100 000 invånare. Fram till andra världskrigets utbrott var Zagreb centrum för de politiska strömningar som motsatte sig serbisk centralism och hegemoni.
Under andra världskriget ockuperades Jugoslavien av Nazityskland och den 10 april 1941 utropades den med Nazityskland allierade Oberoende staten Kroatien med Zagreb som huvudstad. De nya politiska omständigheterna gillades inte av alla och redan samma år utförde motståndsmän ett bombdåd mot Centralposthuset för att störa den nya regimens telefonkommunikationslinjer. Under kriget flygbombades Zagreb av de allierade med stora materiella skador som följd och den 8 maj 1945 tågade de jugoslaviska partisanerna in i staden. Efter kriget och den Oberoende staten Kroatiens upplösning integrerades Zagreb åter i Jugoslavien som då ombildades till en socialistisk stat. Under efterkrigstiden kom Zagreb att expandera söder om Sava då nya bostadshus uppfördes i vad som skulle komma att bli stadsdelen Novi Zagreb. Präglat av de nya politiska omständigheterna uppfördes de nya byggnaderna företrädande i socialistisk stil. Stadens urbanisering fortsatte och tidigare fristående samhällen i stadens utkanter slogs samman och kom att ingå i Zagreb.
Efter folkomröstningen år 1991 valde Kroatien att utträda ur den sydslaviska federationen Jugoslavien och Zagreb blev det självständiga Kroatiens huvudstad.